# Малка-Арда
Малка-Арда (болг. Малка Арда) — село в Болгарии. Находится в Смолянской области, входит в общину Баните. Население составляет 255 человек.

## Политическая ситуация
В местном кметстве Малка-Арда, в состав которого входит Малка-Арда, должность кмета (старосты) исполняет Росен Райков Илиев (Болгарская социалистическая партия (БСП)) по результатам выборов правления кметства.
Кмет (мэр) общины Баните — Райчо Стоянов Данаилов (инициативный комитет) по результатам выборов в правление общины.